# Bates Motel
Bates Motel és una sèrie de televisió estatunidenca de terror psicològic i drama que es va emetre del 18 de març del 2013 al 24 d'abril del 2017. Va ser creada per Carlton Cuse, Kerry Ehrin i Anthony Cipriano, i produïda per Universal Television i American Genre per al canal A&E.
La sèrie és una preqüela contemporània i una nova versió de la pel·lícula del 1960 Psicosi, d'Alfred Hitchcock (basada en la novel·la homònima de Robert Bloch). Narra la vida de Norman Bates (Freddie Highmore) i la seva mare, Norma Bates (Vera Farmiga) abans dels esdeveniments de la pel·lícula, tot i que en un poble diferent, fictici (White Pine Bay, Oregon, a diferència de Fairvale, Califòrnia) i ambientada en l'actualitat. La història comença a Arizona amb la mort del marit de la Norma, fet que porta la mare a comprar un motel en un poble de costa d'Oregon perquè el seu fill i ella puguin començar una nova vida. Temporades posteriors se centren en la perillosa evolució de la malaltia mental d'en Norman, i en els esforços de la Norma per protegir el seu fill. La trama de Bates Motel ignora la línia temporal de les seqüeles de la pel·lícula original i proporciona versions alternatives de molts dels personatges i dels fets. La producció es va gravar majoritàriament als voltants de Vancouver, al Canadà.
Els actors protagonistes de la sèrie van rebre bones crítiques: Vera Farmiga va rebre una nominació als premis Primetime Emmy i va guanyar un premi Saturn com a millor actriu de televisió. Bates Motel també va guanyar tres premis People's Choice per a millor sèrie per cable i millor actriu (Farmiga) i actor (Highmore) de televisió per cable.

## Personatges
| Actor            | Personatge          | Temporades | Temporades | Temporades | Temporades | Temporades |
| Actor            | Personatge          | 1          | 2          | 3          | 4          | 5          |
| ---------------- | ------------------- | ---------- | ---------- | ---------- | ---------- | ---------- |
| Vera Farmiga     | Norma Bates         | Principal  | Principal  | Principal  | Principal  | Principal  |
| Freddie Highmore | Norman Bates        | Principal  | Principal  | Principal  | Principal  | Principal  |
| Max Thieriot     | Dylan Massett       | Principal  | Principal  | Principal  | Principal  | Principal  |
| Olivia Cooke     | Emma Decody         | Principal  | Principal  | Principal  | Principal  | Principal  |
| Nicola Peltz     | Bradley Martin      | Principal  | Recurrent  | Recurrent  |            |            |
| Nestor Carbonell | Sheriff Alex Romero | Recurrent  | Principal  | Principal  | Principal  | Principal  |
| Kenny Johnson    | Caleb Calhoun       |            | Convidat   | Principal  | Convidat   | Convidat   |

## Episodis
| Temporada | Temporada | Episodis | Estrena original     | Estrena original   |
| Temporada | Temporada | Episodis | Inici                | Final              |
| --------- | --------- | -------- | -------------------- | ------------------ |
|           | 1         | 10       | 18 de març de 2013   | 20 de maig de 2013 |
|           | 2         | 10       | 3 de març de 2014    | 5 de maig de 2014  |
|           | 3         | 10       | 9 de març de 2015    | 11 de maig de 2015 |
|           | 4         | 10       | 7 de març de 2016    | 16 de maig de 2016 |
|           | 5         | 10       | 20 de febrer de 2017 | 24 d'abril de 2017 |